# Cuyabeno (canton)
Cuyabeno est un canton d'Équateur situé dans la province de Sucumbíos.